# Tyrannochthonius wittei
Espèce
Tyrannochthonius wittei est une espèce de pseudoscorpions de la famille des Chthoniidae.

## Distribution
Cette espèce est endémique du Haut-Katanga au Congo-Kinshasa. Elle se rencontre vers Kafwe.

## Description
Tyrannochthonius wittei mesure 1 mm.

## Étymologie
Cette espèce est nommée en l'honneur de Gaston-François de Witte.

## Publication originale
- Beier, 1955 : Pseudoscorpionidea. Exploration du Parc National Albert Mission de G F de Witte, no 32, p. 3-19 (texte intégral).